# سيمون ستورم
سيمون ستورم (بالبرتغالية: Simone Storm‏) (1 مارس 1969 - ) هي عارضة ولاعبة كرة طائرة برازيلية. شاركت في الألعاب الأولمبية الصيفية 1988.

## وصلات خارجية
- سيمون ستورم على موقع أوليمبيديا (الإنجليزية)